# Crateri di Giapeto
Segue una lista dei crateri d'impatto presenti sulla superficie di Giapeto. La nomenclatura di Giapeto è regolata dall'Unione Astronomica Internazionale; la lista contiene solo formazioni esogeologiche ufficialmente riconosciute da tale istituzione.
I crateri di Giapeto portano i nomi di personaggi e luoghi legati alla Chanson de Roland, opere della letteratura medievale francese. In genere i nomi dei personaggi franchi sono scelti per i crateri nelle zone chiare della luna, i nomi dei personaggi saraceni per quelli nelle zone scure.

## Prospetto
| Cratere     | Eponimo | Latitudine | Longitudine | Diametro  |
| ----------- | --- | ---------- | ----------- | --------- |
| Abisme      | Abisme - Nobile saraceno, ucciso da Turpino. | 37,53° N   | 92,92° W    | 767,74 km |
| Acelin      | Acelino di Guascogna - Uno dei dodici pari del Consiglio del Re.                                                                                        | 42,7° N    | 154,9° W    | 38 km     |
| Adelroth    | Adelroth - Nipote di Marsilio, ucciso da Orlando nella prima battaglia.                                                                                 | 6,6° N     | 183,6° W    | 57 km     |
| Almeric     | Almerico - Uno dei dodici pari del Consiglio del Re, ucciso da Marsilio. Questo cratere è utilizzato per definire il meridiano fondamentale di Giapeto. | 53,4° N    | 276° W      | 43 km     |
| Anseïs      | Anseïs - Uno dei dodici pari del Consiglio del Re, uccide Turgis, è ucciso da Malquiant.                                                                | 40,7° S    | 290,8° W    | 48 km     |
| Astor       | Astor - Barone franco, signore di Valence sul Rodano.                                                                                                   | 14,9° N    | 321,2° W    | 122 km    |
| Baligant    | Balugante - Emiro di Babilonia, Marsilio invoca il suo aiuto contro Carlo Magno.                                                                        | 16,4° N    | 224,9° W    | 66 km     |
| Basan       | Basan - Barone franco, è assassinato con il fratello Basile mentre è in missione da ambasciatore presso Marsilio.                                       | 33,3° N    | 194,7° W    | 76 km     |
| Basbrun     | Basbrun - Ufficiale di Carlo Magno, impicca 30 parenti di Gano di Maganza dopo il tradimento di quest'ultimo.                                           | 52° S      | 111,8° W    | 80 km     |
| Basile      | Basile - Barone franco, è assassinato con il fratello Basan mentre è in missione da ambasciatore presso Marsilio.                                       | 0,7° S     | 187,9° W    | 6 km      |
| Berenger    | Berenger - Uno dei dodici pari del Consiglio del Re, uccide Estramarin, è ucciso da Grandoyne.                                                          | 62,1° N    | 219,7° W    | 84 km     |
| Besgun      | Besgun - Capocuoco dell'esercito di Carlo Magno, piantona Gano di Maganza dopo che il tradimento di quest'ultimo viene scoperto.                        | 76° N      | 309,8° W    | 56 km     |
| Bevon       | Bevon - Barone franco, ucciso da Marsilio. | 70,7° N    | 93° W       | 48 km     |
| Bramimond   | Bramimonda - Regina di Saragozza, moglie di Marsilio.                                                                                                   | 38° N      | 178° W      | 200 km    |
| Charlemagne | Carlo Magno - Re dei Franchi e dei Longobardi, futuro imperatore del Sacro Romano Impero.                                                               | 55° N      | 258,8° W    | 95 km     |
| Clarin      | Clarin - Nobile saraceno in missione presso Carlo Magno.                                                                                                | 18,3° N    | 71,6° W     | 84 km     |
| Climborin   | Climborin - Nobile saraceno, dona il suo elmo a Gano di Maganza, ucciso da Oliviero.                                                                    | 30,4° N    | 116,9° W    | 49 km     |
| Corsablis   | Corsablis - Nobile saraceno, uccide l'arcivescovo Turpino nella prima battaglia.                                                                        | 0,9° N     | 114,2° W    | 73 km     |
| Dapamort    | Dapamort - Re saraceno di Licia. | 36,6° N    | 84,9° W     | 49 km     |
| Engelier    | Engelier - Uno dei dodici pari del Consiglio del Re, Guascone di Bordeaux, ucciso da Climborin nella prima battaglia.                                   | 40,5° S    | 264,7° W    | 504 km    |
| Escremiz    | Escremiz di Valterne - Nobile franco, ucciao da Engelier nella prima battaglia.                                                                         | 1,6° N     | 173,5° W    | 0,06 km   |
| Eudropin    | Eudropin - Nobile saraceno in missione presso Carlo Magno.                                                                                              | 0,9° N     | 220,7° W    | 42 km     |
| Falsaron    | Falsirone - Fratello di Marsilio, ucciso da Oliviero.                                                                                                   | 33,8° N    | 82,6° W     | 424 km    |
| Ganelon     | Gano di Maganza - Conte franco, patrigno di Orlando, tradisce rivelando a Marsilio come attaccare la retroguardia franca.                               | 44,3° S    | 19,8° W     | 230 km    |
| Garlon      | Garlon - Nobile saraceno in missione presso Carlo Magno.                                                                                                | 3,2° S     | 240,5° W    | 47 km     |
| Geboin      | Geboin - Inizialmente guardia dei corpi dei caduti franchi, successivamente comandante della seconda colonna di Carlo Magno.                            | 58,6° N    | 173,4° W    | 81 km     |
| Gerin       | Gerin - Uno dei dodici pari del Consiglio del Re, uccide Malprimis, è ucciso da Grandoyne.                                                              | 45,6° S    | 233° W      | 445 km    |
| Godefroy    | Goffredo - Portabandiera di Carlo Magno, fratello di Tierri, difende Carlo Magno da Pinabel.                                                            | 71,9° N    | 249,1° W    | 63 km     |
| Grandoyne   | Grandoyne - Figlio del Re di Cappadocia Capuel, uccideGerin, Gerier, Berenger, Guy St. Antoine e il duca Astorge, è ucciso da Orlando.                  | 17,7° N    | 214,5° W    | 65 km     |
| Hamon       | Hamon - Comandante dell'ottava divisione di Carlo Magno.                                                                                                | 10,6° N    | 270° W      | 96 km     |
| Ivon        | Ivon - Uno dei dodici pari del Consiglio del Re. | 18° N      | 315° W      | 100 km    |
| Johun       | Johun d'oltremare - Nobile saraceno in missione presso Carlo Magno.                                                                                     | 12,4° N    | 83,4° W     | 64 km     |
| Jurfaleu    | Follicone - Figlio di Marsilio. | 13° N      | 2,5° W      | 107 km    |
| Lorant      | Lorant - Comandante di divisione franca, ucciso da Balugante.                                                                                           | 65,2° N    | 159,8° W    | 44 km     |
| Malprimis   | Malprimis - Nobile saraceno di Brigale, ucciso da Gerin nella prima battaglia.                                                                          | 15,2° S    | 118,2° W    | 377 km    |
| Malun       | Malun - Nobile saraceno, ucciso da Oliviero. | 5,9° N     | 41,3° W     | 121 km    |
| Margaris    | Margaris - Nobile saraceno di Siviglia. | 27,7° N    | 135,8° W    | 75 km     |
| Marsilion   | Marsilio - Re di Saragozza, ferito a morte da Orlando.                                                                                                  | 39,2° N    | 176,1° W    | 136 km    |
| Matthay     | Matthay - Nobile saraceno in missione presso Carlo Magno.                                                                                               | 3,5° S     | 187,4° W    | 58 km     |
| Milon       | Milon - Guardia dei corpi dei caduti franchi. | 67,9° N    | 270,2° W    | 119 km    |
| Naimon      | Naimon - Il più saggio dei consiglieri di Carlo Magno.                                                                                                  | 9,3° N     | 329,3° W    | 244 km    |
| Nevelon     | Nevelon - Comandante della sesta divisione franca. | 33,2° S    | 197° W      | 49 km     |
| Ogier       | Ogier - Danese al comando della terza colonna dell'esercito di Carlo Magno.                                                                             | 42,5° N    | 275,1° W    | 100 km    |
| Oliver      | Oliviero - Amico di Orlando, ferito a morte da Marganice.                                                                                               | 62,5° N    | 200,8° W    | 113 km    |
| Othon       | Othon - Uno dei dodici pari del Consiglio del Re, comandante della sesta colonna.                                                                       | 33,3° N    | 347,8° W    | 86 km     |
| Pinabel     | Pinabel di Sorence - Barone franco, parente di Gano di Maganza, affronta, perdendo, Tierri in combattimento per giudicare la colpevolezza di Gano.      | 39° S      | 33° W       | 83 km     |
| Priamon     | Priamon - Nobile saraceno in missione presso Carlo Magno.                                                                                               | 1,5° N     | 187° W      | 17 km     |
| Rabel       | Rabel - Barone franco, sostituisce Orlando al comando dell'avanguardia franca guidando la prima colonna.                                                | 64,4° S    | 166,2° W    | 91 km     |
| Roland      | Orlando - Nipote di Carlo Magno, comandante della retroguardia franca, eroe centrale del poema La Chanson de Roland.                                    | 73,3° N    | 25,2° W     | 144 km    |
| Rugis       | Rugis - Nobile saraceno, uno dei dodici pari saraceni.                                                                                                  | 0,1° S     | 99° W       | 19 km     |
| Samson      | Samson - Barone franco, Duca di Borgogna, uno dei dodici pari del Consiglio del Re, ucciso da Valdebron.                                                | 6,5° N     | 298,6° W    | 33 km     |
| Thierry     | Tierri - Cavaliere franco, Duca delle Argonne, fratello di Goffredo.                                                                                    | 55° S      | 8° W        | 110 km    |
| Tibbald     | Tibaldo di Reims - Barone franco, guardia dei corpi dei caduti franchi a Roncisvalle.                                                                   | 57° N      | 358° W      | 160 km    |
| Timozel     | Timozel - Nobile saraceno, ucciso da Gerin e Gerier nella prima battaglia.                                                                              | 9,9° S     | 212,3° W    | 58 km     |
| Torleu      | Torleu - Comandante saraceno, Re di Persia, ucciso da Rabel.                                                                                            | 0,2° S     | 188,4° W    | 8 km      |
| Turgis      | Turgis - Nobile saraceno, conte di Tortelosa, ucciso da Oliviero nella prima battaglia.                                                                 | 16,9° N    | 28,4° W     | 580 km    |
| Turpin      | Turpino - Arcivescovo di Reims. | 47,7° N    | 1,4° W      | 87 km     |
| Valdebron   | Valdebron - Nobile saraceno, cede la sua spada a Gano di Maganza.                                                                                       | 29,6° N    | 104,4° W    | 49 km     |